# Jeremy de Graaf
Jeremy de Graaf (Rotterdam, 25 januari 1990) is een voormalig Nederlands voetballer die als aanvaller voor onder andere SC Cambuur heeft gespeeld.

## Carrière
Jeremy de Graaf speelde in de jeugdopleiding bij Sc Franeker. Via de jeugdopleiding kwam Jeremy bij de opleiding van SC Cambuur en asv Dronten, waar hij tot 2011 in het eerste elftal speelde. Via VVOG kwam hij in 2013 bij SC Cambuur terecht. Hier debuteerde hij in het betaald voetbal op 23 september 2015, in de met 1-6 gewonnen bekerwedstrijd tegen VV Katwijk. Hij kwam in de 46e minuut in het veld voor Mohamed El Makrini. Behalve deze ene wedstrijd kwam hij niet in actie voor Cambuur, en vertrok naar SV Spakenburg. Na twee jaar bij zijn oude club VVOG gespeeld te hebben, vertrok De Graaf in 2017 naar GVVV. In 2021 keerde hij weer terug naar VVOG. In 2023 keerde hij terug bij asv Dronten en sloot zijn carrière na één seizoen daar af. 

### Statistieken
| Seizoen                       | Club           | Land           | Competitie     | Competitie | Competitie | Beker | Beker | Overig | Overig | Totaal | Totaal |
| Seizoen                       | Club           | Land           | Competitie     | Wed.       | Dlp.       | Wed.  | Dlp.  | Wed.   | Dlp.   | Wed.   | Dlp.   |
| ----------------------------- | -------------- | -------------- | -------------- | ---------- | ---------- | ----- | ----- | ------ | ------ | ------ | ------ |
| 2012/13                       | VVOG           | Nederland      | Hoofdklasse    | ?          | 16         | 2     | 1     | –      | –      | ?      | 17     |
| 2013/14                       | SC Cambuur     | Nederland      | Eredivisie     | 0          | 0          | 1     | 0     | –      | –      | 1      | 0      |
| 2014/15                       | SV Spakenburg  | Nederland      | Topklasse      | 11         | 1          | 0     | 0     | –      | –      | 11     | 1      |
| 2015/16                       | VVOG           | Nederland      | Hoofdklasse    | ?          | 26         | 0     | 0     | ?      | 1      | ?      | 27     |
| 2016/17                       | VVOG           | Nederland      | Derde divisie  | 33         | 22         | 1     | 0     | –      | –      | 34     | 22     |
| 2017/18                       | GVVV           | Nederland      | Tweede divisie | 30         | 12         | 4     | 4     | –      | –      | 30     | 14     |
| 2018/19                       | GVVV           | Nederland      | Tweede divisie | 31         | 16         | 1     | 0     | –      | –      | 32     | 16     |
| 2019/20                       | GVVV           | Nederland      | Tweede divisie | 21         | 7          | 2     | 0     | –      | –      | 23     | 7      |
| 2020/21                       | GVVV           | Nederland      | Tweede divisie | 3          | 1          | 1     | 0     | –      | –      | 4      | 1      |
| 2021/22                       | VVOG           | Nederland      | Derde divisie  | 10         | 5          | 1     | 0     | –      | –      | 11     | 5      |
| Carrièretotaal                | Carrièretotaal | Carrièretotaal | Carrièretotaal | ?          | 106        | 13    | 5     | ?      | 1      | ?      | 110    |
| Bijgewerkt op 31 oktober 2021 |                |                |                |            |            |       |       |        |        |        |        |